# Campyloneurus emaillatus
Campyloneurus emaillatus är en stekelart som beskrevs av Josef Fahringer 1931. Campyloneurus emaillatus ingår i släktet Campyloneurus och familjen bracksteklar. Utöver nominatformen finns också underarten C. e. signifacies.